# 申戎
申戎，又稱西申国、姜氏之戎，中國上古國家，是由中原人群分裂出來的西戎人群的一支，申戎大约在王季时代申人投奔了周人，封地大致在周都丰镐以西，并与大骆之族（秦人）相邻。历史上与赵、秦、周等王族通婚。如戎胥轩娶西申先祖骊山之女，周太王娶太姜、大骆娶申侯 (周孝王时期)之女，周厉王的王后申姜为申伯妹妹，周幽王娶申侯之女。

## 历史
- 周宣王千亩之战中被申戎（姜戎）击败，申戎军事实力强大，并有强大盟友犬戎。
- 周宣王将其元舅（即最年长的母舅）申伯转封至南方（南阳）防御楚国，申戎被分为西、南两部。庇护周平王的申国是被转封至南阳的申还是留在故地的西申，学术界仍有争议。
- 前771年，申戎诸侯申侯联合缯国和犬戎進攻西周首都鎬京（今陕西省西安市长安区斗门街道以北），周幽王命士兵点起烽火召集诸侯救援，但诸侯没有派兵，周幽王在骊山下被犬戎杀死。

## 學術研究
中華人民共和國學者林澐指出，先秦西戎人群為源自華夏人群分裂出去的分支人群。
冉光榮等人認為，申戎等姜姓之戎出自羌族。

## 延伸阅读
[在维基数据编辑]
 《欽定古今圖書集成·方輿彙編·邊裔典·西申部》，出自陈梦雷《古今圖書集成》